# Gramofon
A gramofon a 19. század végén feltalált hanglejátszó készülék, amely elsőként volt alkalmas nagyüzemi módon gyártott műsoros zeneanyagok, az úgynevezett gramofonlemezek lejátszására. Évtizedekkel a rádiókorszak előtt széles tömegek számára ez tette lehetővé másként elérhetetlen előadók, dalok és zenedarabok meghallgatását, ezzel egy mai napig ható kulturális forradalmat indított el.

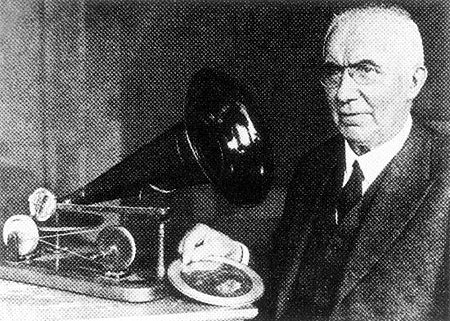
Emile Berliner és az ősgramofon

## Előzményei

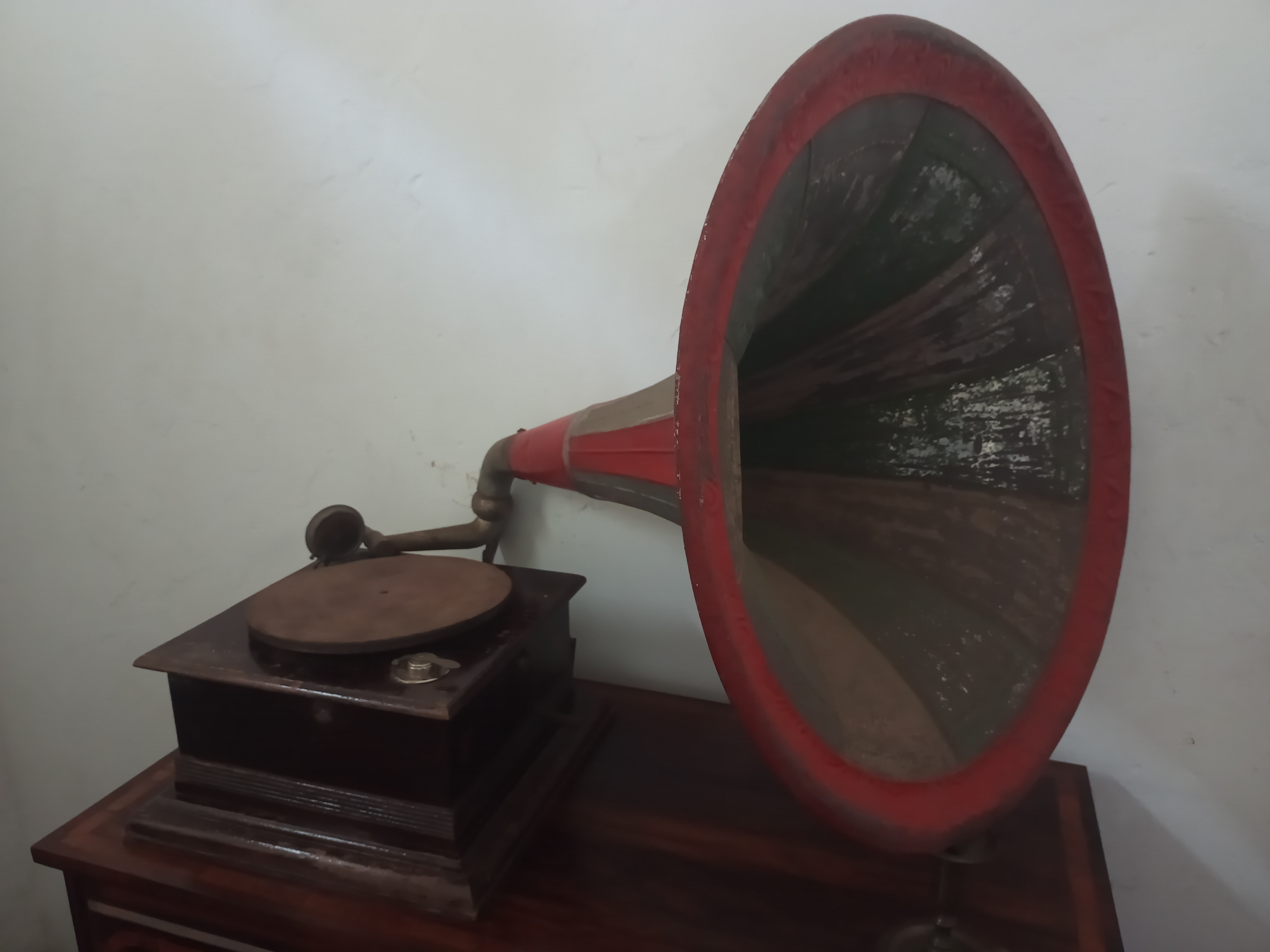

Az emberiség történetében évszázados igény volt előzőleg rögzített dallamok gépi visszajátszására. Erre hosszú időn keresztül mechanikus harangjátékok, majd különféle zenegépek, gépzongorák, kintornák szolgáltak. Ezek ugyan képesek voltak egy dallam visszaadására, de élő hangot ténylegesen rögzíteni és visszaadni nem tudtak.
Húsz évvel Thomas Alva Edison találmánya előtt, a francia Édouard-Léon Scott de Martinville feltalálta a Phonautograph nevű hangrögzítő eljárást, és szabadalmaztatta is 1857. március 25-én, Párizsban. Egy érzékeny eszközzel a hang rezgését tudta rögzíteni, viszont a rendszerhez nem volt visszajátszási lehetőség, ezért ezt az utókor, úgy emlegeti mint a csendes phonautographot. Viszont a történelem első emberi hangját, és énekhangját ezzel az eljárással rögzítették 1860. április 9-én.
Charles Cross 1877 áprilisában elméleti tanulmányt írt arról, hogyan lehet a hangot rögzíteni hengerre, és ezt a tudományos értekezését benyújtotta a párizsi Tudományos Akadémiának egy lezárt borítékban, azzal, hogy az akadémia adjon rá pénzt a prototípust megépítésére. Miközben ez az egész eljárást zajlott, 1877. július 30-án New Yorkban bejegyezték Edison erre vonatkozó és működő találmányát, amely kapcsán a világ Edisonhoz köti a hangrögzítés feltalálását, Cross nevét és találmányát pedig végképp elfeledték.
Az első, hétköznapi használatra is alkalmas hangrögzítő és -lejátszó berendezés a Edison-féle fonográf volt, amelynek első, legegyszerűbb változata 1878-ban került a boltokba. A hangot egy tölcsér fogadta, az összegyűjtött hangrezgések egy membránt rezgésbe hoztak, ehhez egy tű csatlakozott, amely a rezgéseket viaszhengerre karcolta, csavarmenethez hasonló formában. A lejátszás ennek pontosan a fordítottja volt. A tekercsek gyenge hangminőséget adtak, játékidejük két perc, élettartamuk néhány tucat lejátszás volt, leginkább a mai diktafonoknak feleltek meg. Noha léteztek gyári műsorral rögzített tekercsek is, ezek tömeggyártása sokáig megoldhatatlan volt.
Ezen a helyzeten változtatott a szinte azonos elven működő, de henger helyett lapos korongot, hanglemezt használó, Emile Berliner által kidolgozott gramofon, a későbbi lemezjátszó közvetlen elődje. Noha a fonográffal ellentétben a lejátszó hangot rögzíteni nem volt képes, a hanglemezek ipari mértékű gyártása hamarább megoldódott, mint a műsoros fonográfhengerek sokszorosítása.

## Működési elve
A gramofon alapvető működését tekintve egyrészt megegyezik a fonográffal, de ebben a rendszerben a hangot nem hengeren, hanem egy lapos korongon rögzítik, másrészt szintén megegyezik a későbbi idők lemezjátszóival, azok egyszerűbb, mechanikus működésű ősének tekinthető. A gramofonkészülék a fonográffal ellentétben kizárólag lejátszásra szolgált, a lemezek stúdióban, illetve gyárban készültek. A lapos korongba préselt barázda – az iparszerűleg sokáig sokszorosíthatatlan fonográfhengerrel szemben – lehetővé tette a hanglemezek tömeggyártását, így a zene immár mindenkié lett, egy új kulturális forradalom indult el.
A gramofon több mint fél évszázadon keresztül uralta a zenei piacot. Mind a készülék, mind a rögzítési módszer hosszú fejlődésen és minőségi javuláson ment át az évtizedek alatt. Mindezek ellenére a fonográf is sokáig használatban maradt, a gramofon nem szorította ki a piacról. Míg zenehallgatásra a gramofon, később a rádió szolgált, házi jellegű és szabad ég alatti hangfelvételek készítésére továbbra is a fonográfot használták a magnetofonok megjelenéséig.

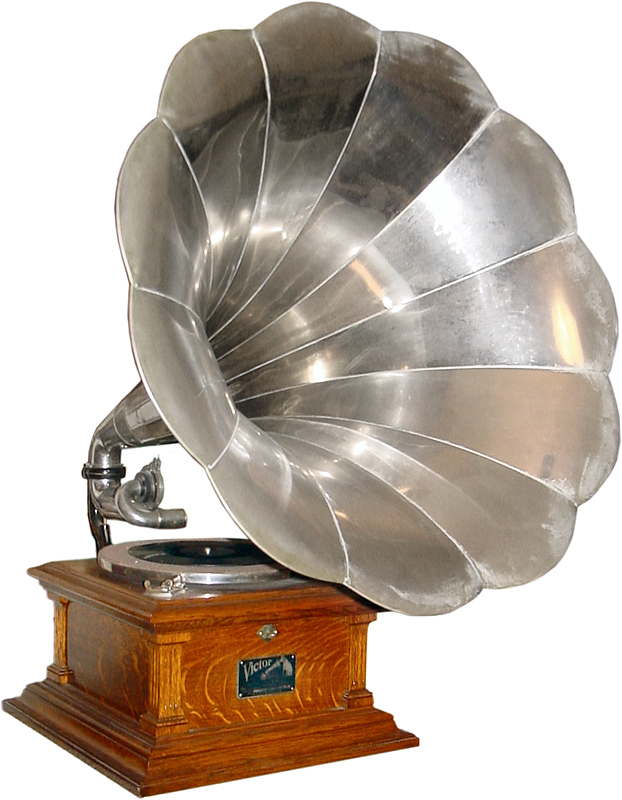
Tölcséres Victor III gramofon 1907 körülről

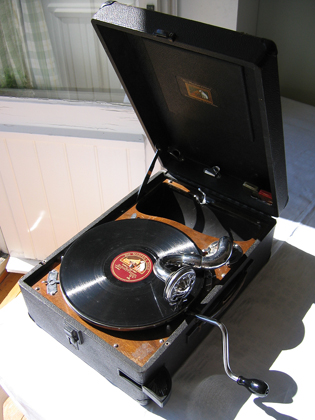
Hordozható gramofon az 1930-as évekből

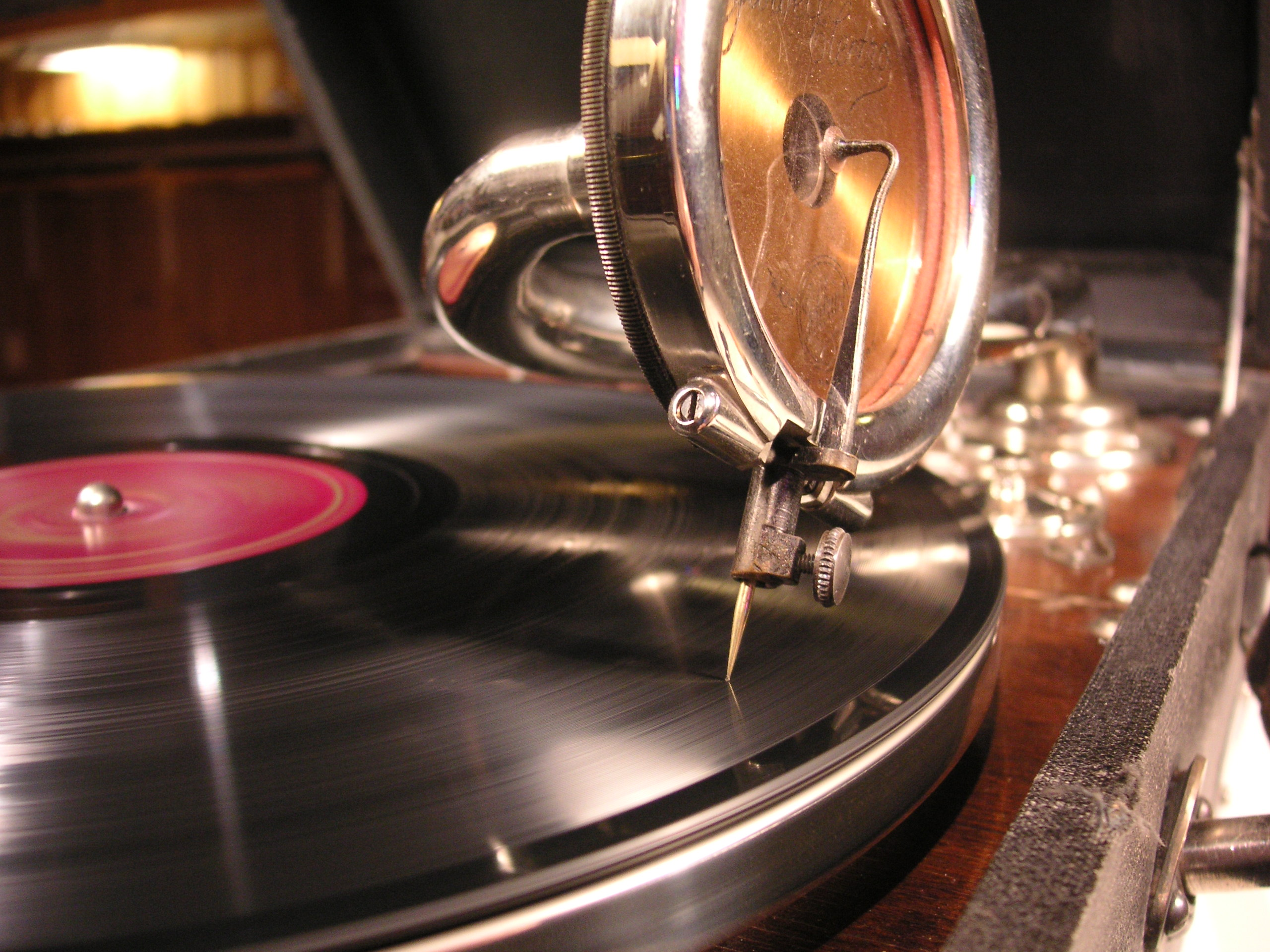
Egy gramofon hangszedője. Látható a tű, a nagyméretű hangképző membrán és az elvezető tölcsér kezdete

## A gramofonlemezek készítése
A gramofonlemezen a hangot ún. Berliner-féle oldalírással rögzítik, azaz a barázda mélysége állandó, a tű a hangrezgések ütemében oldalirányban rezeg.
A korai időszakban teljesen mechanikus módon történt a hangrögzítés. Egy igen nagy méretű tölcsér fogta fel az énekesek és hangszerek hangját. A tölcsér egy membránhoz vezetett, amely közvetlenül mozgatta meg az írófej tűjét, amely eleinte cink-, később speciális viaszlemezbe karcolta a hangrezgéseket, körülbelül telefonhang-minőségben. A viaszlemezről galvanizálás útján előbb negatív, majd arról pozitív lemezeket készítettek, a kész hanglemezt ezekkel préselték forró sellakba. Eleinte a lemezek egyik oldalán volt csak információ, később áttértek a kétoldalas lemezre. A lemezek mérete és sebessége is változott az idők folyamán, a végső szabvány (1925-től) a 78-as fordulat/perc, a játékidő a 45-ös fordulatszámú ú.n. EP lemezeknél oldalanként 5-6 perc lett.
A későbbiekben a gyártási folyamatnál alkalmazásba vették az elektromosságot. Ettől fogva hatalmas tölcsér helyett mikrofont, elektromos jelerősítést, hangkeverést is tudtak végezni. A lemez vágását is elektromágneses elven működő vágófej végezte ezután, a hangminőség egyre jobb lett, de a rendszer lényegéből adódóan nem érte el a későbbi mikrobarázdás lemezek hangminőségét.
Kisebb, erre szakosodott stúdiók egypéldányos lemezek készítését is vállalták, direktvágással. Ilyen készítése látható a Halálos tavasz című film egy jelenetében.
A hangosfilm feltalálása és a mágnesszalagos hangrögzítés bevezetése közötti másfél évtizedben a filmek párbeszédeit és a kísérőzenét is viaszlemezre vágták, ennek alapján készült a fényhangcsík. Jórészt ez a viaszlemezes technika volt az egyik oka a korai hangosfilmek gyenge hangminőségének.

## A lejátszó készülékek
A lejátszásra alkalmas gépek folyamatos fejlődésen mentek át. A klasszikus készülékek teljesen mechanikus elven működtek. Két fő fajtájuk létezett, a nagy méretű tölcséres, és a hordozható, melyben a tölcsér a doboz belsejében volt elrejtve. Mivel semmi elektronikus jelerősítés nem létezett, a megfelelő hangerő létrehozásához nagy barázdaszélesség volt szükséges. A széles barázdában a zene rezgéseit követő acéltű egy membránhoz kapcsolódott, az azon keletkezett hangot erősítette fel a nyílt, vagy dobozban elhelyezett tölcsér. A lemez forgatását kézzel felhúzott rugós motor biztosította.
Az 1930-as évektől kezdődően kezdtek elterjedni az elektromos motorral működő, a barázda rezgését nem közvetlenül hanggá, hanem elektromos jellé alakító gramofonok vagy saját erősítővel és hangszóróval, vagy gyakrabban rádiókészülékek, zeneszekrények részeként.

## A lejátszótűk
A későbbi, mikrobarázdás lemezjátszók hosszú élettartamú zafír- és gyémánttűivel ellentétben a mechanikus gramofonkészülékek többnyire rövid élettartamú acéltűvel tapogatják le a barázdát.
Az acéltűk élettartama igen csekély, a korabeli ajánlás szerint a tűt minden egyes lemezoldal lejátszása után cserélni kell. Kevésbé szigorú megközelítésben kettő, maximum négy lemezoldal játszható le egy tűvel. A tűk többféle karakterisztikával készültek, úgymint „hangos”, „normál” és „halk”. Az első tipus adja a legmagasabb hangerőt, viszont a legjobban koptatja a lemezt is.
A gyakori csere miatt a tű rögzítése úgy van kialakítva, hogy cseréje pár másodpercig tartson csak. Erre a célra szakosodott kereskedőknél cseretű még a 2010-es években is beszerezhető volt. Rövid élettartama miatt általában nagyobb, akár százas csomagban árulták.

## A gramofon rövid hazai története 1951-ig[3]
Az Edison Phonographot Magyarországon már az 1890-es évek elején Budapesten, a Rákóczi út és Nagykörút sarkán álló üzlethelyiségében bemutatták, és lehetett hallani, amint a legújabb világcsodát, egy-egy ezüst húszkrajcáros belépődíj ellenében. Százával tódultak az emberek, hogy hallhassák, ahogy akkoriban mondták: a „fondorlatos csalást”, amellyel emberi hangokat csalnak elő egy szerkezetből.
Később itt Budapesten nyílt meg az a képviselet, amelyik Amerikából behozta a szerkezetet, s hozzá viaszlemezeket is importált. Az ára, és az újdonságon túlmutató népszerűsége azonban korlátok között mozgott. Az ilyen kifinomult szerkezet előállítására nem volt berendezkedve és felkészülve a hazai műszeripar akkoriban. Ugyanakkor egy Papp Gyula nevű vállalkozó Budapesten, a Királybazár 3. szám alatt 1900-ban létrehozott egy saját hengerlaboratóriumot. A hanghengerek gyártásával foglalkozó céget Papp Records Phonograph néven jegyeztette be. A külföldről hozatott öntő, csiszoló, felvevőgépekkel rövid ideig százával állította elő – hazánkban először – a magyar gyártású felvételeket. Talán ha kiteljesedhetett volna e cég működése, sok minden másképp alakulhatott volna, de sajnálatosan Papp Gyula egy hengerekhez használt viaszkeverék előállítása közben, egy robbanás során életét vesztette.
Pete Csongor volt az, aki hazánkban a külföldi technológiát meghonosítva először ipari méretű gramofonlemez gyártásába kezdett. 1908-ban alapította meg Budapesten az Első Magyar Hanglemezgyárat, amely anyagkeverő berendezésekből, galvanoplasztikából (az alaplemez előállásához), felvevőgépekből, gőzkazánnal melegített vasasztalokból, és 10 db hűtőasztalokkal rendelkező hidraulikus préssel dolgozott a Práter utca 53. szám alatt. Viszonylag gyorsan felfutott termelése, és 1909-ben részvénytársasággá alakult, és lett az Első Magyar Hanglemezgyár Rt. elnevezése. A részvényesek az alapító Pete Csongor igazgatása helyébe Greiner Antal ügyvezető kezébe adták át az irányítást. Más cégek számára is végeztek bér gyártást, s gyártmányaikat szinte az egész Balkánon, és Oroszországban is értékesíteni tudták, mégis a cég veszteséges maradt. Az új vezetés, dr. Jakobovics József igazgatásával a rossz konjunkturális helyzet miatt a cég felszámolása mellett döntött 1914 után.
A lemezek, kiadói képviseletek útján érkeztek Magyarországra, akárcsak a lejátszó készülékek. S ezeket az import lemezeket forgalmazták a hazai hálózatokon keresztül az egész országban. Az utolsó békeév idején (1913) hazánkban évente közel másfél millió eladott gramofon lemez, és közel 20 000 készülék eladás jelentette ennek az üzletágnak a nagyságát.
Az első világháborút követően átalakult gramofon üzletág hazánkban is és jóval kisebb eladásokat tudtak érvényesíteni. Szinte az utolsó békeév eladásainak tizede alig teljesült, hosszú éveken keresztül. Hazánkban ekkor két cég foglalkozott készülék gyártással, az Engel Károly, és a Székely Pál jegyezte cégek.
Gramofon lemez előállítással a harmincas években foglalkozott Székely Pál cége: a Kristálylemez, és Pick Imre a Weekend, valamint a Rádius, és Viktória lemeztársaság. A Kerepesi úton lévő, akkor Kőbányához tartozó gumigyár folytatott bér gyártást olyan cégek magyarországi képviseltének, mint az A. Brunswick, a Polydor, az ABC Records. A rádiók gyártásával is foglalkozó magyar Standard gyár folytatott gramofon gyártásokat a Pátria, a His Master's Voice (HMV) és a Columbia lemeztársaságok hazai vezérképviseletei számára. A két háború közötti időszakban hangfelvevő stúdiója, és berendezése egyedül az Odeon gyár budapesti központjának volt. Itt készültek a magyar felvételek túlnyomó többsége, még a jobbára magyar zenéket, dalokat kínáló Pátria-Durum cég is ezt a stúdiót bérelte ki a hangfelvételek idejére. 
Volt a Magyar Rádiónak is berendezett gramofonfelvevő stúdiója Tomcsányi István főmérnök vezetésével, de ezt főképp saját célokra használta, miután a rádió gramofonfelvételek lejátszását alkalmazta a műsoraiban, s a felvételek lejátszása inkább a kínálat bővítését szolgálta, kereskedelmi irányokat nem vett. Több magánhasználatú kis stúdió és gramofon metsző és gyártó is működött hazánkban, amelyek inkább egyedi, főképp privát megrendelésre dolgoztak.
1951. június 1-jei kormányhatározatával alapították meg a Magyar Hanglemezgyártó Vállalatot (MHV), amely új fejezetet nyitott a hazai gramofon gyártásban.

## A gramofon végnapjai
Az 1950-es évektől az elektronika gyors ütemű fejlődésnek indult, az elektromos erősítésnek köszönhetően nem volt már szükség arra, hogy a hanglemez barázdája biztosítsa a szükséges hangerőt. A barázda ettől fogva már csak jelet szolgáltatott a hangszedő és az erősítő számára, így le lehetett csökkenteni szélességét és a fordulatszámot, jelentősen megnövelve a játékidőt. Megjelentek a vinil alapanyagú, alacsony zajú, nehezen törő mikrobarázdás hanglemezek, a teljesen elektronikus módon működő lemezjátszók, megérkezett a viaszlemez helyett lényegesen jobb hangminőséget nyújtó új, mágnesszalagos stúdiótechnika, mindezekkel a hangminőség teljesen új értelmet nyert, a hagyományos gramofonlemez idejétmúlttá vált. A legutolsó ilyen lemezek az 1960-as évek elején jelentek meg, majd végleg átadták helyüket az azonos játékidejű, de lényegesen kisebb SP, és a nagyobb, de lényegesen hosszabb játékidejű LP lemezeknek.

## A gramofonlemezek lejátszása modern lemezjátszóval
A gramofonlemezek lejátszására is alkalmas utolsó készülékek 1970 körül, már bőven a mikrobarázdás lemezek korában készültek, ezeken volt külön beállítható 78-as fordulat. A hangszedőkben vagy cserélhető, vagy elfordítható tű volt normál- és mikrobarázdás lemezek számára. A Magyarországon legismertebb ilyen hangszedő a Tesla VK 4302 volt, melyen két tű volt mikrobarázdás- és normállemezhez, elfordítható tűtartóval. A kimondottan Tesla lemezjátszókhoz készült típust az 1980-as évek végéig gyártották, majd utángyártott változatban 2010 után ismét kapható lett.
A gramofonlemezeket elvileg modernebb lemezjátszóval és mikrobarázdára készült tűvel is le lehet játszani, de csak rossz fordulatszámon, az optimálisnál gyengébb minőségben, a lemez és a tű fokozott kopása árán. Egyrészt a mikrobarázdára méretezett tű nem fekszik bele teljesen a széles barázdába, a tűnyomás sem elegendő, másrészt a sebességet utólag számítógépes úton korrigálni kell, erre több lehetőség is van. Néhány cég (pl. Ortofon) még 2010 után is gyárt gramofonlemezhez való hangszedőt, illetve mikrobarázdás hangszedőbe gramofonlemezhez való cseretűt. A régi, mechanikus lejátszókhoz való acéltűk is beszerezhetők.